# آبنوس (مطبوعات)
آبنوس نام یکی از مطبوعات استان فارس در دوران پهلوی دوم است.
این نشریه از سال ۱۳۴۹ خورشیدی به وسیله بهروز صوراسرافیل، در شیراز به چاپ رسیده است.